# 王耀亭
王耀亭（1921年5月—2019年8月10日），原名满英田，山东桓台人，中国政治人物，曾任中共浙江省委常委、组织部长，省人大常委会副主任，省顾问委员会委员。1939年2月加入中国共产党。